# Biogen (virksomhed)
 For alternative betydninger, se Biogen. (Se også artikler, som begynder med Biogen)
Biogen er en medicinalvirksomhed der blev grundlagt i 1978 i Genève af bl.a. Kenneth Murray fra University of Edinburgh, Phillip Allen Sharp fra Massachusetts Institute of Technology, Walter Gilbert fra Harvard University og Charles Weissmann, Universität Zürich. Walter Gilbert blev i 1980 hædret med en Nobelpris i kemi for deres metoder til DNA-sekventering, mens Phillip Allen Sharp modtog en Nobelprisen i medicin i 1993 for sin opdagelse af split gener.
I 2001 blev den danske afdeling af virksomheden grundlagt.
I 2017 blev virksomheden kritiseret for den pris, de tog for en ny medicin til behandling af en arvelig muskelsvindsygdom.